# Rytigynia macrura
Rytigynia macrura är en måreväxtart som beskrevs av Bernard Verdcourt. Rytigynia macrura ingår i släktet Rytigynia och familjen måreväxter. Inga underarter finns listade i Catalogue of Life.